# Supergéante blanche
Une (étoile) supergéante blanche est une étoile de type spectral AI (« A un »). Ces étoiles sont extrêmement brillantes et ont des températures de surface d'environ 10 000 kelvins. Deneb est un exemple de ce type d'étoiles ; sa luminosité atteint environ 60 000 fois celle du Soleil. Les étoiles de ce type sont moins chaudes que les supergéantes bleues.

## Exemples
- Deneb : type spectral A2 Ia[2], donc supergéante très lumineuse blanche.
- Delta Canis Majoris : type spectral A2.